# Austrochilidae
Austrochilidae – rodzina pająków z podrzędu Opisthothelae i infrarzędu Araneomorphae. Należą tu duzi i średniej wielkości przedstawiciele infrarzędu. Przędą duże, poziome sieci łowne z lejkowatymi oprzędami, służącymi za kryjówkę. Rodzina Austrochilidae obejmuje 10 opisanych gatunków, z których 9 występuje w Chile, 2 w Argentynie i 1 na Tasmanii.

## Opis

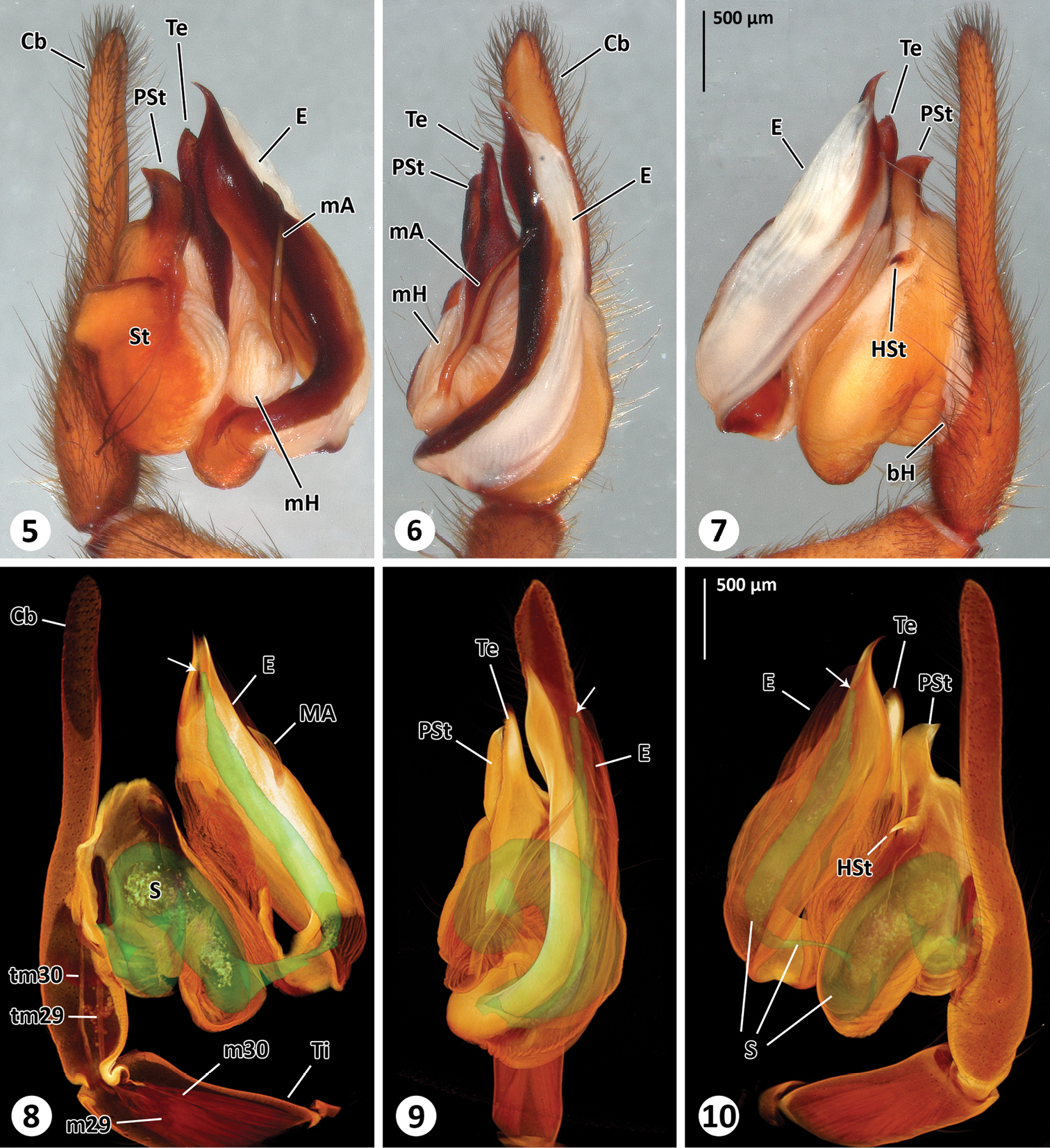
Aparat kopulacyjny samca Thaida chepu. Cb: cymbium, Te: tegulum, St: subtegulum, HSt: hak subtegulum, PSt: wyrostek subtgulum, E: embolus, mA: apofyza medialna, mH: haematodocha medialis, bH: haematodocha basalis, S: spermofor, Ti: goleń, m29–30: mięśnie i tm29–30: ich ścięgna.

Austrochilidae osiągają od 8 do 20 mm długości ciała, a więc średnie i duże wymiary jak na Araneomorphae. Kształt ich karapaksu jest owalny z niską, wyraźnie ku przodowi zwężoną częścią głowową. Jego ubarwienie jest u Austrochilinae żółtawe z ciemniejszymi przepaskami, a u Hickmaniinae jednolicie pomarańczowe. Jamki karapaksu u Austrochilinae są Y-kształtne, a u Hickmaniinae w formie podłużnego rowka. Ośmioro okrągłych w zarysie oczu rozmieszczonych jest w dwóch rzędach, które w widoku od góry są proste lub tylko nieco zakrzywione. Ciemne oczy pary przednio-środkowej są najmniejsze, zaś pozostałych par jasne i podobnych rozmiarów. Nadustek ma przednią krawędź przedłużoną między pionowe i nierozbieżne szczękoczułki, które mogą być zaopatrzone w narządy strydulacyjne. Prawie czworokątne endyty mają serrule z pojedynczego rzędu ząbków. Dłuższe niż szerokie sternum jest między biodrami ostatniej pary odnóży tępo zwieńczone. Długie i smukłe odnóża mają silne kolce i zwieńczone są trzema ząbkowanymi pazurkami. Trichobotria tworzą na goleniach podwójny, a na nadstopiach pojedynczy rząd. Ostatnia para odnóży ma na środkowej ⅓ długości nadstopia grzebień przędny z pojedynczego rzędu szczecin.
Owalną, nieco dłuższą niż szerszą opistosomę (odwłok) porastają długie, ciemne, sterczące szczecinki. Barwa opistosomy jest brązowa z różnie wykształconym wzorem. Kądziołki przędne obecne są w liczbie trzech par: w parze przednio-bocznej są trzyczłonowe, w środkowej jednoczłonowe, a w tylnej dwuczłonowe. Siteczko przędne jest krótkie, szerokie i niepodzielone. U Hickmaniinae występuje para płucotchawek, zaś u Austrochilinae para tylnych, połączonych ze sobą i wiodących do tchawek przetchlinek.
Nogogłaszczki samców mają wąskie i wydłużone cymbium oraz dość skomplikowanej budowy bulbus o zespolonych tegulum i subtegulum. Embolus jest masywny i może być różnego kształtu. Samice mają płytkę płciową z dwoma parami spermatek o niezależnych otworach.

## Występowanie i biologia

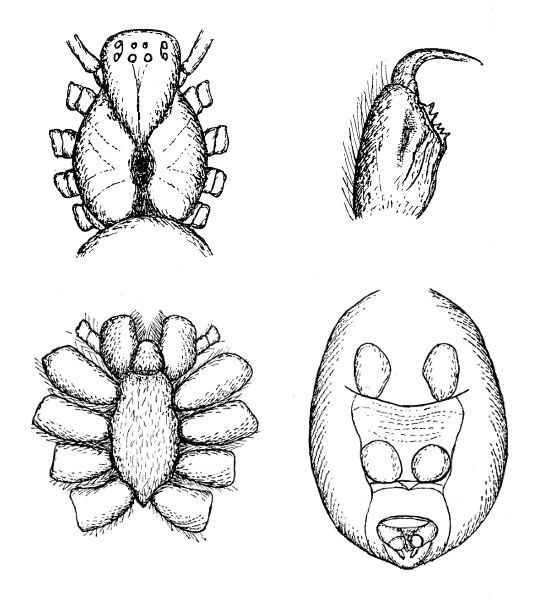
Ryciny Hickmania troglodytes. Lewy górny róg: widok grzbietowy prosomy, prawy górny róg: widok boczny szczękoczułka, lewy dolny róg: widok brzuszny prosomy, prawy dolny róg: widok brzuszny opistosomy

Podrodzina Austrochilinae jest taksonem neotropikalnym, ograniczonym w swym zasięgu do wilgotnych lasów strefy umiarkowanej Chile i przyległych terenów Argentyny, przy czym w Chile występują wszyscy jej przedstawiciele, a w Argentynie stwierdzono tylko dwa gatunki. Jedyny znany przedstawiciel Hickmaniinae, H. troglodytes, występuje endemicznie na Tasmanii w krainie australijskiej.
Austrochilinae konstruują duże, napowietrzne, poziome sieci łowne, o długości osiągającej od 50 do 120 cm. Są one dobrze widoczne dzięki białawej barwie przędzy. Zbudowane są z pojedynczej warstwy nici, tworzących nieregularną siatkę. Z jednej strony sieć taka zakrzywia się w lejek, który przechodzi w oprzęd, zakończony np. pod korzeniami drzew, kamieniami lub w długim pęknięciu skalnym. Miejsca te służą pająkowi za kryjówkę w ciągu dnia. Noc spędza zwisając z sieci. Większe ofiary są owijane siecią przed konsumpcją. W sieciach przedstawicieli obu rodzajów tej podrodziny spotkać można Sofanapis antillanca – drobnego, kleptopasożytniczego pająka z rodziny Anapidae. 
Hickmaniinae zasiedlają miejsca ciemne i chłodne, np. jaskinie. Budują duże, niekiedy wręcz olbrzymie sieci poziome, zaopatrzone ponadto w lejkowaty oprzęd prowadzący do kryjówki, np. w szczelinie skalnej. Sieć konstruowana jest z wielokątów, które następnie dzielone są dodatkowymi nićmi, tworząc siatkę o mniejszych oczkach.

## Taksonomia
Takson ten wprowadzony został w 1955 roku przez Hildegarda Zapfego Cavanillasa. W 1967 Pekka T. Lehtinen porozdzielał zaliczane doń 3 rodzaje do osobnych rodzin (Austrochilidae, Thaididae, Hickmaniidae), jednak układ taki nie był używany przez następnych autorów. W 1987 Raymond Forster i współpracownicy umieścili Austrochilidae z Grandungulidae w nadrodzinie Austrochiloidea, a tę jako grupę siostrzaną względem pozostałych Araneomorphae, czyli Araneoclada. W 2005 Norman I. Platnick wprowadził podział na dwie podrodziny: Austrochilinae i obejmujące tylko Hickmania troglodytes Hickmaniinae. W 2017 Ward Wheeler i współpracownicy opublikowali wyniki wielkoskalowej, molekularnej analizy filogenetycznej. Potwierdzają one umiejscowienie Austrochilinae i Hickmaniinae wśród bazalnych kladów Araneomorphae oraz monofiletyzm pierwszej z podrodzin, natomiast niejasne pozostają relacje podrodzin z Leptonetidae i Grandungulidae.
Dotychczas opisano 10 gatunków z tej rodziny, zgrupowanych w 3 rodzajach i 2 podrodzinach:
- podrodzina: Austrochilinae Zapfe, 1955
  - Austrochilus Gertsch & Zapfe, 1955
  - Thaida Karsch, 1880
- podrodzina: Hickmaniinae Lehtinen, 1967
  - Hickmania Gertsch, 1958